# Edward Dembowski
Edward Dembowski (31. května 1822, Varšava – 27. února 1846) byl polský literární kritik, publicista, spisovatel a myslitel, organizátor Krakovského povstání.

## Život
Edward Dembowski se narodil ve Varšavě v aristokratické rodině. V chlapeckých letech se rozešel s rodinou a začal vydávat demokratický časopis „Vědecké obzory“ (polsky Przegląd Naukowy).

## Názory
Edward Dembowski vešel do dějin polského společenského a filozofického myšlení jako revoluční demokrat. Byl pokračovatelem filozofických tradic Staszicových a Kołłątajových. Světový názor Dembowského byl v době formování ovlivněn také myšlenkami Joachima Lelewela. Ve vývoji Dembowského mělo pozitivní úlohu studium Hegelovy dialektiky a později Feuerbachova materialismu.
Jedním z hlavních pojmů ve filozofii Dembowského je pojem pokroku. Základní obsah dějin vidí v pokroku vědomí svobody. Tuto hegelovskou tezi vykládal v revolučně demokratickém duchu. Sociální pokrok vede podle jeho názoru k dobytí politické moci lidovými masami. Ve svých názorech na uspořádání společnosti v budoucnosti byl Dembowski utopickým socialistou a stejně jako jiný demokratický myslitel Jan Czyński propagoval v Polsku ideje fourierismu.